# La ragazza della porta accanto (film 1993)
La ragazza della porta accanto (The Crush) è un film del 1993 scritto e diretto da Alan Shapiro. Il film segna il debutto cinematografico di Alicia Silverstone.

## Trama
Nick Eliot è uno scrittore che cerca un luogo tranquillo dove scrivere il nuovo romanzo, dopo aver messo un annuncio, gli risponde una coppia che si offre di ospitarlo.  I coniugi Forrester hanno una figlia, la bella quattordicenne Darian, che ben presto si invaghisce di Nick. Ma l'attrazione si trasforma in una torbida ossessione, tanto da rendere difficile la vita del malcapitato scrittore.